# Староякупово (Башкортостан)
Староякупово (баш. Иҫке Якуп) — деревня в Зилаирском районе Башкортостана. Входит в состав Матраевского сельсовета.

## География
Деревня находится на левом берегу реки Сакмара, в месте впадения реки Крепостной Зилаир.

## Географическое положение
Расстояние до:
- районного центра (Зилаир): 70 км,
- центра сельсовета (Матраево): 16 км,
- ближайшей железнодорожной станции (Сибай): 112 км.

## Население
| 2002 | 2009 | 2010 |
| ---- | ---- | ---- |
| 80   | ↗81  | ↘50  |

### Национальный состав
Согласно переписи 2002 года, преобладающая национальность — башкиры (100 %).

## Известные уроженцы
- Дильмухаметов, Ишмулла Ишкалеевич (1928—1984) — советский певец, кураист, композитор. Заслуженный артист РСФСР.